# Майк Тайсон
Майкл Джерард Та́йсон (Малік Абдул Азіз; англ. Mike Tyson; нар. 30 червня 1966, Нью-Йорк, США) — американський професійний боксер. Колишній абсолютний чемпіон у важкій вазі і наймолодший боксер, який здобув чемпіонські звання за версіями WBC, WBA і IBF. Був першим важковаговиком, який володів поясами WBC, WBA і IBF одночасно. Здобув звання WBC, коли йому було 20 років і 144 днів, відправивши в нокаут у другому раунді Тревора Бербіка. Наймолодший чемпіон світу у важкій вазі в історії боксу. Загалом переміг 11 бійців за титул чемпіона світу у важкій вазі.
Протягом усієї боксерської кар'єри Тайсон вирізнявся жорстоким боксерським стилем, що наганяв страх, і такою ж поведінкою — як на рингу, так і за його межами. Посів 16-те місце в рейтингу 100 найкращих боксерів усіх часів журналу «The Ring». Тайсон вважається одним з найкращих боксерів-важковаговиків усіх часів. Прізвиська: «Залізний Майк» і «Найкрутіший чоловік на планеті Земля».

## Біографія
Народився 30 червня 1966 року у Нью-Йорку, у Брукліні, в районі Браунсвіл. Його батьками були Лорна Мей Сміт (1927—1982), що працювала повією, і Джиммі Кіркпатрік (1924—1992), місцевий сутенер. Проте прізвище Майк успадкував від свого біологічного батька, уродженця Ямайки, Персела Тайсона, який покинув Лорну невдовзі після того, як вона завагітніла.
Пізніше Майка усиновили італієць Кас (Константино) Д'Амато і його дружина, українка Камілла Евалд, яка народилася на Тернопільщині — в українській родині Гната та Анастасії Іващук, які емігрувавши змінили прізвище на Евалд. Названу матір Тайсон називав своєю «білою мамою», мав до неї найтепліші почуття і неодноразово розповідав про неї в інтерв'ю:
|  | Мені дуже пощастило, що вона благословила мене своєю любов'ю і турбувалася про мене більшу частину мого життя. Я дуже сумуватиму за нею. |

Свою кар'єру розпочав 6 березня 1985 року виграним боєм з Гектором Мерседесом. Перших 19 поєдинків закінчив достроково. 12 з них — нокаутом у першому раунді.
22 листопада 1986 завоював звання чемпіона світу у важкій ваговій категорії за версією WBC, коли суддя проголосив технічний нокаут Тревору Бербіку.
7 березня 1987, перемігши за очками (120—106, 119—107, 119—107) Джеймса Сміта, отримав пояс чемпіона світу версії WBA.
1 серпня 1987 Майк став першим боксером, який володів трьома поясами у важкій категорії. Пояс версії IBF забрав після перемоги за очками (118—113, 119—111, 117—112) над Тоні Такером.
Абсолютний чемпіон світу, який об'єднав звання трьох головних боксерських організацій, отримав прізвисько Залізний Майк, тому що більшість своїх боїв закінчував вже в першому раунді.
27 червня 1988 Тайсон став «спадковим чемпіоном», перемігши Майкла Спінкса на 91-й секунді бою.
Тайсон втратив свої титули в 42-му бою проти Бастера Дугласа 11 лютого 1990 року в Токіо, Японія, зазнавши своєї першої поразки нокаутом у 10-му раунді.
У 1992 році його визнали винним у зґвалтуванні та засудили до шести років позбавлення волі. Його жертвою була Дезері Вашингтон. Вашингтон, яка на той час була студенткою коледжу та чинною «Чорною Міс Род-Айленд», відвідувала конкурс «Чорна Міс Америка», де як гість був і Тайсон. Вона познайомилася з Тайсоном, одним із знаменитостей, запрошених на захід, коли він був присутній на репетиції шоу. Через день, 20 липня 1991 року, вона звернулася до відділення невідкладної допомоги методистської лікарні та повідомила, що її зґвалтували. 1992 року Тайсона було відправлено за ґрати. Боксер мав провести 10 років у в'язниці, але його звільнили у 1995 році з умовним терміном покарання.
Після ув'язнення повернувся в професійний бокс, провів серію боїв і повернув частину чемпіонських звань.
16 березня 1996 року після технічного нокауту у 3 раунді в бою з Френком Бруно повернув собі пояс WBC. 7 вересня того ж року відібрав пояс WBA у Брюса Селдона (технічним нокаутом у першому ж раунді).
9 листопада 1996 року не зміг захистити здобутий пояс WBA у бою з Евандером Холіфілдом (технічний нокаут в 11 раунді).
28 червня 1997 відбувся реванш, але поєдинок знову закінчився перемогою Холіфілда через дискваліфікацію Тайсона — у третьому раунді у відповідь на удари Холіфілда головою Тайсон відкусив йому шматок вуха.
5 лютого 1999 засуджений на рік тюрми за побиття чотирьох людей, автомобіль котрих зіткнувся з автомобілем Тайсона. Боксер відсидів 3 з половиною місяці.
20 жовтня 2000 року відбувся бій з Анджеєм Ґолотою. Після другого раунду поляк відмовився продовжувати бій і суддя проголосив технічний нокаут. Однак пізніше комісія вирішила визнати поєдинок недійсним, приводом для цього стала виявлена у крові Тайсона марихуана.
8 червня 2002 отримав шанс битися водночас за три пояси чемпіона світу (WBC, IBF, IBO). Їх володар — Леннокс Льюїс — надіслав Тайсона в нокаут у 8 раунді.
3 серпня 2003 року Майк Тайсон оголосив себе банкрутом та звернувся з судовим позовом на 100 млн доларів проти свого промоутера Дона Кінга.
Тайсон закінчив боксерську кар'єру у 2005 році після двох поразок поспіль — від Денні Вільямса (нокаутом) і Кевіна МакБрайда (технічним нокаутом).
Заради грошей 28 листопада 2020 року провів виставковий 8-раундовий бій в рукавичках вагою 12 унцій проти Роя Джонса, який не ввійшов в рекорд, а 15 листопада 2024 — проти Джейка Пола.
Взяв участь у написанні сценарію до автобіографічного фільму «Тайсон» (1995), а також знявся у двох документальних фільмах «По той бік слави» (2003) і «Майк Тайсон» (2009). З'явився також у фільмах «Похмілля у Вегасі» (2009) і «Похмілля-2: з Вегаса до Бангкока» (2011) та в комедійному телесеріалі «Як я зустрів вашу маму» (8-й сезон, 16-та серія) (2013), в яких зіграв самого себе. У 2015 знявся у фільмі «Іп Ман 3» у ролі Френка.
Тайсон увійшов в історію завдяки своєму боксерському таланту (неймовірна швидкість, реакція і величезна сила удару), а також завдяки стилю «звіра», як на рингу, так і поза ним. Агресивний боксер на рингу та скандальна особистість за його межами, завжди привертав до себе увагу. Попри нечемну, а іноді й жорстоку поведінку поза рингом (численні правопорушення, судові процеси і різного характеру скандали), а також попри жорстоке й безжалісне ведення бою в рингу, Майком Тайсоном захоплювалися мільйони фанатів.

Майк Тайсон у 2022

## Особисте життя
Мав три кримінальні вироки в 1992, 1998 і 2008 роках (останній — умовно), також відбував покарання у дитячих колоніях.
Був тричі одружений (останній раз в 2009), батьком сімох дітей (чотирирічна дочка трагічно загинула в 2009 році). 25 січня 2011 року 44-річний Майк Тайсон став батьком увосьме. Його дружина 32-річна Лакія Спайсер народила сина.
За власними словами, Тайсон був залежний від наркотиків більшу частину своєї спортивної кар'єри. Для успішного проходження допінг-тестів він використовував штучний пеніс.

## Веганство
Із 2009 року по 2013 року був веганом. В інтерв'ю у 2013 році розповів, що був веганом 4 роки, але потім почав їсти курятину, в той же час повідомив, що червоне м'ясо він не їсть.

## Підтримка України
Під час повномасштабного російського вторгнення в Україну записав відео, де підтримав українців.

## Інтернет-ресурси
б*Boxing Hall of Fame
- ESPN.com
- ESPN.com – additional information
- ESPN.com – Boxing Topics: Mike Tyson
- Mike Tyson amateur boxing record
- "Mike Tyson Film Takes a Swing at His Old Image", 2008 article at The New York Times
- "Mike Tyson Moves to the Suburbs", 2011 article at The New York Times